# Contournement ferroviaire de Nîmes et de Montpellier
Pour les articles homonymes, voir CNM.
Le contournement ferroviaire de Nîmes et de Montpellier (CNM) est une ligne nouvelle française (conçue pour pouvoir être ultérieurement convertie en ligne à grande vitesse), construite entre Manduel, commune du Gard située à l'est de Nîmes, et Lattes, commune de l'Hérault située au sud de Montpellier,. Elle est mise en service le 10 décembre 2017 pour le trafic de fret et l'est le 7 juillet 2018 pour les voyageurs (notamment TGV). La ligne présente la particularité d'avoir un usage mixte (voyageurs et fret), une première pour une ligne à grande vitesse en France. La construction de la ligne, qui permet de relier Montpellier à Paris en 3 h 5, débute fin 2013 pour une mise en service à vitesse réduite (220 km/h) pour les voyageurs en 2018. Une mise à niveau ultérieure de la signalisation en ERTMS2 permettrait une circulation à 300 km/h.
La ligne a pour objectif de favoriser la liaison entre Paris et Perpignan puis Barcelone, actuellement limitée par la saturation du réseau ferroviaire de Languedoc-Roussillon. Elle permet également un gain de temps de 20 minutes pour les liaisons TGV Montpellier – Paris et Barcelone – Paris. Elle raccordera la future ligne de Montpellier à Perpignan à la LGV Méditerranée. Elle fait partie du corridor D du projet européen d'interopérabilité ferroviaire (ERTMS) et s'intègre dans un projet plus vaste, à ce jour non financé, qui consiste à relier le réseau espagnol à la ligne de Combs-la-Ville à Saint-Louis. Le projet global nécessite la réalisation d'une ligne future de Lattes à Perpignan afin de rejoindre la ligne de Perpignan à Figueras, déjà réalisée, qui franchit la frontière franco-espagnole au niveau du Perthus et interconnecte le réseau ferroviaire à grande vitesse espagnol au réseau français.
La ligne est aussi reliée à la ligne de Lyon à Nîmes par la rive droite du Rhône par une liaison entre Saint-Gervasy et Manduel. Le contournement ferroviaire de Nîmes et de Montpellier est réalisé par la société Oc'via (qui regroupe Bouygues Construction, Colas Rail, Alstom et Spie Batignolles) dans le cadre d'un contrat de partenariat public-privé de 25 ans signé avec Réseau ferré de France (aujourd'hui SNCF Réseau) le 28 juin 2012. Le projet comporte également la construction par SNCF Réseau de la gare de Montpellier-Sud-de-France, ouverte le 7 juillet 2018 (lancement des liaisons TGV), et de la gare de Nîmes-Pont-du-Gard, à son tour mise en service le 15 décembre 2019. Le coût du projet (y compris les gares et autres travaux sous maîtrise d'ouvrage SNCF) est estimé à 2,28 milliards d'euros.
Elle constitue la deuxième section de la ligne no 834 000 du réseau ferré national, sous la dénomination « Ligne des Angles à Lattes (LGV) », celle-ci étant également constituée d'une partie de la LGV Méditerranée.

## Historique
Un décret du 16 mai 2005 déclare les travaux de construction de la ligne d'utilité publique et urgents,.
Le 2 décembre 2009, l'État, le Conseil régional Languedoc-Roussillon, le Conseil général du Gard, Montpellier Agglomération, Nîmes Métropole et Réseau ferré de France (RFF) signent l’accord de financement du contournement de Nîmes et Montpellier. Le 18 décembre 2009, RFF lance la consultation auprès des trois groupements ayant soumissionné au contrat de PPP (partenariat public-privé). Le contrat prévoit le financement, la conception, la construction et la maintenance de la nouvelle ligne pour une durée de 25 ans. Le 26 octobre 2011, RFF annonce avoir reçu les offres finales des groupements menés par Bouygues et Vinci. Eiffage, qui conduisait le troisième groupement, a finalement décidé de ne pas soumettre d'offre.
Le 12 janvier 2012, à l'issue d'une procédure de dialogue compétitif, RFF désigne le groupement conduit par Bouygues Travaux Publics comme titulaire pressenti du contrat de Partenariat Public-Privé à conclure avec Réseau Ferré de France. Le 28 juin a lieu la signature du contrat de partenariat entre RFF et Oc'via. Il entre ensuite en vigueur le 20 juillet 2012 à la suite de la publication le 19 juillet 2012 du décret en Conseil d'État. Après 18 mois consacrés aux études, acquisitions foncières et obtentions des différentes autorisations, la construction de la ligne débute fin 2013, pour une mise sous tension en mai 2017 et une mise en service en décembre 2017.
Depuis le 10 décembre 2017, le contournement est opérationnel pour la circulation de trains fret. Le 7 juillet 2018, les premiers TGV circulent sur les voies.
En septembre 2021, la ligne sert d'itinéraire de substitution pour les TER, en raison des dégâts causés par d'importantes inondations à la ligne classique Nîmes – Montpellier.

## Infrastructure
La ligne nouvelle est composée de :
- 60 km de ligne nouvelle mixte (fret et voyageurs), entre Manduel (au sud-est de Nîmes) et Lattes (à l'est de Montpellier) ;
- 10 km de liaison fret avec la ligne existante, en direction de Givors dans le Rhône, dite de la rive droite du Rhône ;
- 10 km de raccordements au réseau ferré existant, à Lattes et à Manduel ;
- dans le projet initial, un raccordement avec la ligne existante à Saint-Brès (à l'est de Montpellier), utile pour la desserte de la gare historique de Montpellier par les TGV en direction ou en provenance de Paris. RFF et l'État sont convenus, le 7 février 2011, de ne pas construire ce raccordement et de construire des gares nouvelles[12]. La possibilité d'un embranchement à Saint-Brès est conservée dans le projet publié par RFF et Oc'via, sous sa forme initiale ainsi que sous une forme inversée, qui permettrait à des trains circulant sur la voie classique à l'est de Saint-Brès de ne pas passer par la gare historique de Montpellier.

Cette infrastructure devra répondre à trois défis majeurs :
- à terme, constituer la seconde LGV mixte (voyageurs et fret) ;
- assurer la transparence hydraulique des territoires traversés ;
- préserver la biodiversité.

## Exploitation
La signalisation est assurée en première phase par du BAL classique + KVB et de l'ERTMS de niveau 1. La ligne n'est donc parcourue qu'à une vitesse maximale de 220 km/h, y compris par les TGV. Le tracé de la ligne permet, moyennant la mise en place ultérieure de l'ERTMS de niveau 2, une circulation des TGV jusqu'à 300 km/h.

### Gares
- Gare de Nîmes-Pont-du-Gard
- Gare de Montpellier-Sud-de-France

Ces gares, ainsi que les autres infrastructures de la ligne, sont visibles sur le schéma de la ligne.